# اغتيال سبينسر بيرسيفال
في 11 مايو من عام 1812، نحو الساعة 5:15 دقيقة، سقط سبينسر بيرسيفال، رئيس وزراء المملكة المتحدة لبريطانيا العظمى وآيرلندا، قتيلًا في بهو مجلس العموم برصاص جون بيلينغهام، الذي كان تاجرًا من مدينة ليفربول يشتكي من الحكومة. اعتقل بيلينغهام بعد مرور 4 أيام على الجريمة وأدين وحُكم عليه بالإعدام. أعدم بيلينغهام شنقًا في سجن نيوغيت في 18 من شهر مايو، بعد مرور أسبوع على حادثة الاغتيال وقبل شهر من اندلاع حرب العام 1812. ما يزال بيرسيفال رئيس الوزراء البريطاني الوحيد الذي تعرض للاغتيال.
كان بيرسيفال قد قاد الحزب اليميني منذ العام 1809، خلال فترة حرجة للحروب النابليونية. وتسبب تصميمه على خوض الحرب باستخدام أقسى الوسائل بفقر واسع وفوضى على الجبهة الداخلية، وهكذا كانت أخبار وفاته سببًا للتهليل في الأجزاء الأكثر تضررًا من البلاد. على الرغم من مخاوف أولية حول إمكانية ارتباط الاغتيال بانتفاضة عامة، اتضح أن بيلينغهام قد تصرف بمفرده احتجاجًا على فشل الحكومة في تعويضه عن المعاملة التي تلقاها قبل سنوات قليلة حين كان سجينًا في روسيا بسبب دين تجاري. خلق عدم إبداء بيلينغهام لأي ندم، ويقينه الواضح بأن أفعاله كان لها ما يبررها، أسئلة حول صحته العقلية، إلا أن محاكمته بتت بأنه مسؤول من الناحية القانونية عن أفعاله.
بعد وفاة بيرسيفال، قدم البرلمان معونة سخية لأرملته وأولاده ووافق على إقامة نصب تذكارية له. وبعد ذلك ذهبت فترته الوزارية طي النسيان ونقضت سياساته، وهو يشتهر عمومًا بطريقة وفاته أكثر من أي من إنجازاته. لاحقًا وصف المؤرخون المحاكمة والإعدام السريعين الذين تعرض لهما بيلينغهام بأنهما يناقضان مبادئ العدالة. وكانت إمكانية تصرفه ضمن مؤامرة، بالنيابة عن اتحاد تجار ليفربول الذي كان معاديًا لسياسات بيرسيفال الاقتصادية، موضوع دراسة في العام 2012.

## الخلفية

### سيره حياته
ولد سبينسر بيرسيفال في 1 من شهر نوفمبر من عام 1762، وكان الابن الثاني من الزواج الثاني لجون بيرسيفال، الإيرل الثاني لإيغمونت. التحق بيرسيفال بكلية هارو، ودخل في عام 1780 كلية الثالوث الأقدس في كامبردج، حين كان باحثًا بارزًا وفاز بعدة جوائز. بصفته ولدًا متدينًا بعمق، بات بيرسيفال متحالفًا بصورة وثيقة مع الإنجيلية في كامبردج وبقي مؤمنًا طوال حياته. بموجب حق الولد البكر في الإرث، لم يكن لدى بيرسيفال أي فرصة بأن يرث أسرته، وتوجب عليه أن يعمل ليكسب عيشه. مع مغادرته كامبردج في عام 1783، التحق بيرسيفال بجمعية لنكولن للتدرب على ممارسة المحاماة. وبعد انضمامه إلى نقابة المحامين في عام 1786، انضم إلى محاكم ميدلاند حيث ساعدته علاقات أسرته في تحقيق أرباح من ممارسة المحاماة. في عام 1790 تزوج بيرسيفال جين ويلسون، إذ هرب العاشقان سويًا في عيد ميلاد ويلسون ال 21. وكان زواجهما سعيدًا وكثير النسل، أنجبا 12 ولدًا (6 أولاد و6 بنات) خلال السنوات ال 14 التالية.
كانت سياسات بيرسيفال شديدة المحافظة، ونال شهرة بسبب هجومه على الراديكالية. بصفته محامي ادعاء مبتدئ في محكمتي توماس بين وجون هورن توك، لفت بيرسيفال انتباه السياسيين الأقدم ضمن حكومة بت. في عام 1796، وبعد أن رفض منصب السكرتير الأعلى لإيرلندا، انتُخب بيرسيفال للبرلمان كعضو في حزب اليمين عن دائرة نورثامبتون، ونال تصفيقًا حين ألقى خطابًا في عام 1798 دافع فيه عن حكومة ويليام بيت ضد هجمات الراديكاليين تشارلز جيمس فوكس وفرانسيس بورديت. واعتبر بشكل عام نجمًا صاعدًا ضمن حزبه، ومنحته قامته القصيرة وبنيته الهزيلة لقب «ليتل بي».
في أعقاب استقالة بيت في عام 1801، شغل بيرسيفال منصب المحامي العام في إنجلترا وويلز، ومن ثم النائب العام في إنجلترا وويلز، ضمن حكومة أدينغتون بين عامي 1801 و1804، واستمر في المنصب الأخير ضمن حكومة بيت بين عامي 1804 و1806. وقادته قناعاته الإنجيلية العميقة إلى معارضة لا تلين للكنيسة الكاثوليكية الرومانية وللتحرر الكاثوليكي، وتأييده القوي بالدرجة نفسها لإلغاء تجارة العبيد، حين عمل مع زملائه الإنجيليين مثل ويليام ويلبرفورس لضمان إقرار قانون تجارة الرقيق لعام 1807.
خلفت «حكومة المواهب كافة»، تحت قيادة لورد غرينفيل، حكومة بيت عقب وفاته في عام 1806، وبقي بيرسيفال معارضًا خلال الفترة القصيرة لحكومته، إلا أنه شغل منصب مستشار الخزانة وقائد مجلس العموم حين شكل دوق بورتلاند إدارة يمينية جديدة في شهر مارس من عام 1807. كان بورتلاند متقدمًا في السن ومصابًا بوعكة صحية، وعند استقالته في شهر أكتوبر من عام 1809 خلفه بيرسيفال كلورد أول للخزينة، وهو اللقب الرسمي الذي كان يعرّف به رؤساء الوزراء في تلك الآونة، بعد صراع طاحن على القيادة. إضافة إلى واجباته كرئيس للحكومة، احتفظ بيرسيفال بالمستشارية، وكان ذلك يعود بشكل رئيسي إلى أنه لم يجد وزيرًا بمكانة مناسبة يقبل بالمنصب. 

## أوقات عصيبة
أصاب الضعف حكومة بيرسيفال بسبب رفض وزراء سابقين مثل جورج كانينغ وويليام هسكيسون أن يشغلوا مناصب ضمنها. واجهت الحكومة مشكلات كبيرة خلال فترة شهدت اضطرابات صناعية ملحوظة وفترة صعبة في الحرب ضد نابليون. كانت حملة فالشيرين غير الناجحة في هولندا تنهار، وكان جيش السير آرثر فيليسلي، الدوق المستقبلي لويلينغتون، محاصرًا في البرتغال. في بداية عهد حكومته تمتع بيرسيفال بدعم قوي من الملك جورج الثالث، إلا أنه في شهر أكتوبر من عام 1810 أصيب الملك بالجنون وبعجز دائم. كانت علاقة بيرسيفال بأمير ويلز، الذي أصبح الأمير الوصي على العرش، في البداية أقل ودية بكثير، إلا أنهما أقاما في الأشهر التالية تقاربًا معقولًا، وربما كان الدافع وراء ذلك التقارب بشكل جزئي خوف الأمير من أن يستعيد الملك عافيته ويجد رجال الدولة المفضلين إليه قد خلعوا من مناصبهم.
مع انسحاب القوات البريطانية الأخيرة من فالشيرين في شهر فبراير من عام 1810، كان قوة ويلينغتون المتمركزة في البرتغال تشكل الحضور البريطاني الوحيد في قارة أوروبا. أصر بيرسيفال على بقاء القوة هناك خلافًا لمشورة معظم وزرائه، وهو أمر كلف الخزينة البريطانية الكثير. في النهاية أُبطل ذلك القرار، إلا أنه سلاحه الرئيسي ضد نابليون في تلك الفترة كان مراسيم المجلس لعام 1807، التي ورثها عن الحكومة السابقة. وكانت تلك المراسيم ردًا للصاع بالصاع على حصار نابليون القاري، الذي كان إجراء يهدف إلى تدمير التجارة البحرية البريطانية. سمحت المراسيم للبحرية الملكية باحتجاز أي سفينة يعتقد أنها تحمل بضائع إلى فرنسا أو إلى حلفائها القاريين. تقلصت التجارة العالمية مع تنفيذ كلتا القوتين المتحاربتين لاستراتيجيات مماثلة، الأمر الذي أفضى إلى مصاعب وسخط واسعين في الصناعات البريطانية الرئيسية، ولا سيما الأنسجة والقطن. كانت هناك دعوات متكررة لتعديل المراسيم أو إبطالها، الأمر الذي دمر العلاقات مع الولايات المتحدة إلى درجة أن البلدين كانا، مطلع العام 1812، على حافة الحرب.
داخل البلاد، عزز بيرسيفال سمعته القديمة بأنه كارثة على الراديكاليين، إذ سجن بورديت وويليام كوبيت، وواصل الأخير هجومه على الحكومة من زنزانة سجنه. واجه بيرسيفال أيضًا احتجاجات مناهضة للآلات عرف باسم «اللاضية»، والتي واجهها بإقرار قانون يعتبر تحطيم الآلات جريمة من الدرجة الأولى، ووصف اللورد بايرون التشريع في مجلس اللوردات بأنه «بربري». على الرغم من هذه المصاعب، أسس بيرسيفال سلطته بصورة تدريجية، إلى درجة أن لورد ليفربول، وزير الحرب، لاحظ في عام 1811 أن سلطة بيرسيفال في المجلس باتت مساوية لسلطة بيت. وكان استخدام بيرسيفال للوظائف السهلة ووسائل رعاية أخرى لضمان الولاءات يعني أنه بحلول شهر مايو من عام 1812، على الرغم من معارضة شعبية واسعة ضد سياساته القاسية، بات موقعه السياسي منيعًا. ووفقًا للفكاهي سيدني سميث، دمج بيرسيفال بين «عقل راعي أبرشية البلاد مع لسان محامي المحكمة الجزائية المركزية».
في مطلع العام 1812 تصاعدت المطالب بإبطال مراسيم المجلس. وفي أعقاب اندلاع أعمال شغب في مدينة مانشستر في شهر أبريل، وافق بيرسيفال على تحقيق يجريه مجلس العموم في عملية إقرار المرسوم، وبدأت جلسات الاستماع في شهر مايو. كان من المتوقع أن يحضر بيرسيفال جلسة 11 من شهر مايو من عام 1812، وكان تاجر من مدينة ليفربول يدعى جون بيلينغهام بين الحشود التي كانت تنتظر وصوله في البهو.